# Daniel Joseph Bradley
Daniel Joseph Bradley FRS (18 de janeiro de 1928 — 7 de fevereiro de 2010) foi um físico irlandês.